# الوسطانية (أوفوس)
الوسطانية هي إحدى مشيخات المملكة المغربية، تتبع جغرافيا لإقليم الرشيدية وإداريًا لأوفوس. يقدر عدد سكانها بـ 49 نسمة حسب الإحصاء الرسمي للسكان والسكنى لسنة 2004.